# Stefánia luxemburgi hercegné
Stefánia luxemburgi hercegné (született Stéphanie Marie Claudine Christine de Lannoy grófnő; 1984. február 18. –),  Vilmos luxemburgi trónörökös felesége.

## Élete

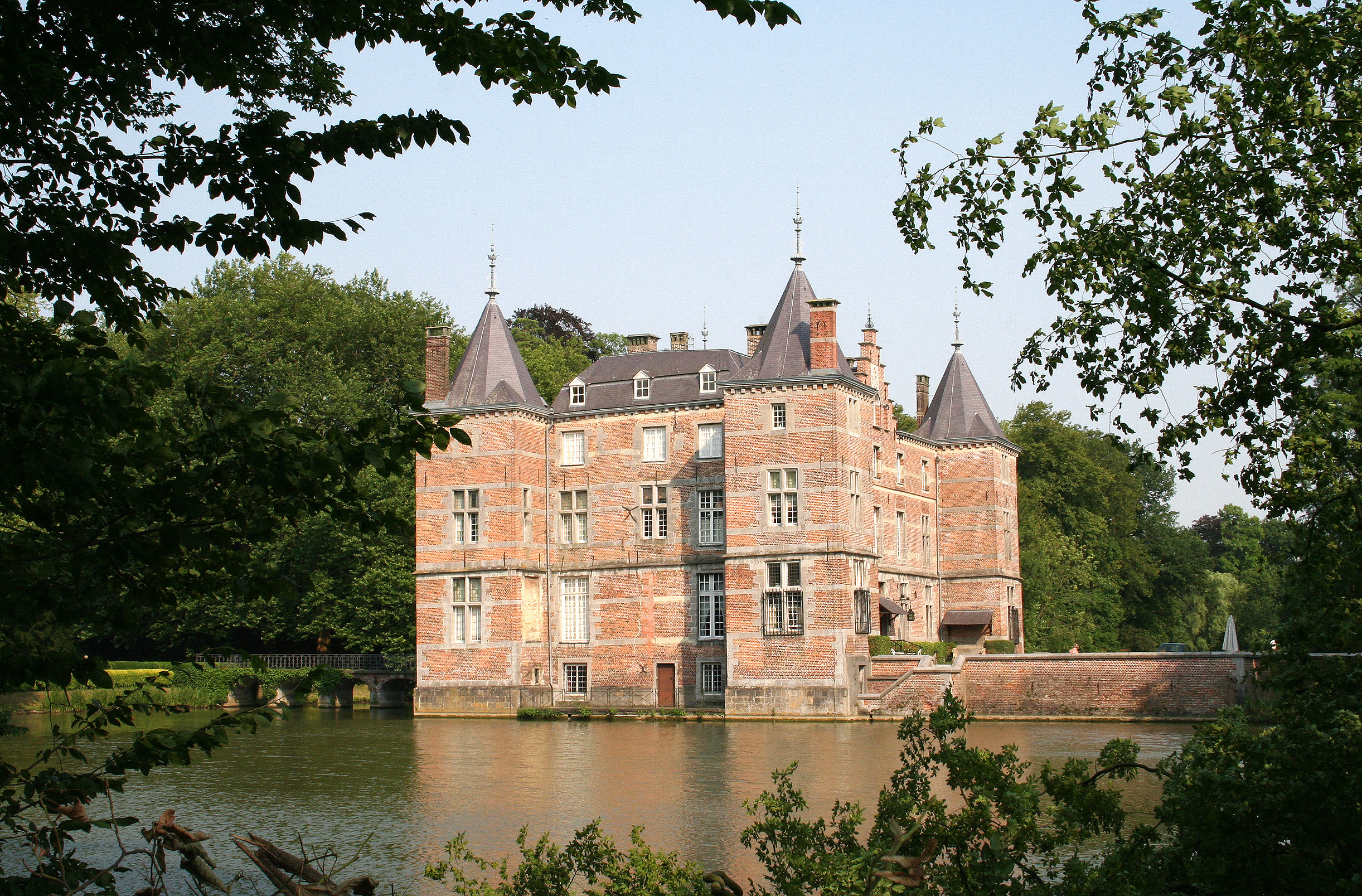
Anvaing kastély, a Lannoy családi birtok

Stefánia lannoy-i grófnő 1984. február 18-án született Ronse-ban, Kelet-Flandriában. Philippe de Lannoy gróf  (1922–2019) és Alix della Faille de Leverghem (1941–2012) nyolc gyermekének legfiatalabbjaként. 
A Lannoy-ház Hainaut 13. századi nemességére vezethető vissza, tagjai a katonai parancsnokságban és az államügyekben jeleskedtek. Charles de Lannoy, Szulmona első hercege, Pavia győztese leszármazottjai 1526-tól császári gróf/grófnő címet viseltek.
Stefánia a holland nyelvű Sancta Maria de Ronse iskolában járt és folytatta tanulmányait a franciaországi Collège Saint-Odile-ban. Ezután visszatért Brüsszelbe, ahol tanulmányokat folytatott a L'Institut de la Vierge Fidèle-ben, mielőtt orosz nyelvet és irodalmat tanult volna Moszkvában. Majd német filológiát tanult a Louvain-la-Neuve Egyetemen (UCLouvain), valamint diplomát szerzett a berlini Humboldt Egyetemen.  Folyékonyan beszél hollandul, franciául, angolul és németül.   Ezen kívül magas fokon beszél luxemburgiul és oroszul.  

## Házasság és gyermekek
2012. április 26-án a luxemburgi királyi udvar bejelentette Vilmos herceg és Stefánia lannoy-i grófnő eljegyzését. 
Polgári esküvőjük 2012. október 19-én, egyházi esküvőjük október 20-án volt a luxemburgi Notre Dame katedrálisban.
2019. december 6-án bejelentették Stefánia hercegné terhességét. A pár első gyermeke, Károly herceg, 2020. május 10-én reggel 5 óra 13 perckor született a Sarolta nagyhercegnő kórházban Luxemburgban.